# بخش دلتون، شهرستان کوتن‌وود، مینه سوتا
بخش دلتون (به انگلیسی: Delton Township) یک منطقهٔ مسکونی در ایالات متحده آمریکا است که در شهرستان کاتنوود، مینه‌سوتا واقع شده‌است.
 بخش دلتون ۹۲٫۶ کیلومتر مربع مساحت و ۱۲۳ نفر جمعیت دارد و ۳۸۵ متر بالاتر از سطح دریا واقع شده‌است.